# 下地函 (地球)
下地幔 (地球)（英語：Lower Mantle (earth)）以前也被稱為地球中層，約佔地球總體積的 56%，位於地球表以下 660 至 2900 公里的區域；在過渡區和外核之間。
根據初步地球參考模型（PREM)，下地幔分為三個部分，最上層（660-770公里）、中下地幔（770-2700公里）和D層（2700-2900公里）。
下地幔的壓力和溫度範圍為 24-127 GPa 和 1900-2600 K.  。地幔岩被認爲是下地幔的主要成分。
它包含三相鎂橄欖石(bridgmanite)、铁方镁石和矽酸鈣鈣鈦礦(calcium-silicate perovskite)。高壓在下地幔已被證明會引起含鐵錳礦和方鎂石的離子旋轉變化。
這可能會影響地幔柱的動力學,和下地幔的化學變化。
地震波速度和密度在下地幔的頂界，約660 公里（410 英里）深，有急劇增加現象)。 在此深度，尖晶橄榄石 (ringwoodite )(γ-(Mg,Fe)2SiO4) 分解成布里奇曼石(Mg-Si perovskite) 和鐵質方鎂石(magnesiowüstite)。根據地震數據和高壓實驗室實驗資料，推論這個分解就造成上地幔和下地幔之間的界面。下地幔的底部，包括“D” 區，與地核相鄰，深約2700公里。